# Romsey, Victoria
Romsey är en ort i Australien. Den ligger i kommunen Macedon Ranges och delstaten Victoria, omkring 55 kilometer norr om delstatshuvudstaden Melbourne. Romsey ligger 492 meter över havet och antalet invånare är 3 527.
Närmaste större samhälle är Kilmore, omkring 19 kilometer öster om Romsey. 
Trakten runt Romsey består till största delen av jordbruksmark. Runt Romsey är det glesbefolkat, med 15 invånare per kvadratkilometer. Genomsnittlig årsnederbörd är 924 millimeter. Den regnigaste månaden är juli, med i genomsnitt 105 mm nederbörd, och den torraste är januari, med 31 mm nederbörd.